# Aly Ngouille Ndiaye
Aly Ngouille Ndiaye, né à Linguère le 16 août 1964, est un homme politique sénégalais, plusieurs fois ministre depuis 2012.

## Biographie

### Jeunesse et études
Aly Ngouille Ndiaye naît à Linguère dans la région traditionnelle du Djolof le 16 août 1964. Il est le fils d’Ibra Ndiatté Ndiaye, ancien maire de Linguère.
Aly Ngouille Ndiaye fait ses études à l'École polytechnique de Thiès entre 1983 et 1988 et y obtient un diplôme en génie civil. Il part ensuite étudier à l'Institut de technologie de l'Illinois et y obtient un diplôme de troisième cycle en finances.

### Carrière

#### Carrière professionnelle
Après une carrière à la Banque de l'habitat du Sénégal (BHS), il en devient directeur de crédit.
Ndiaye est président du conseil d'administration du club de football ASC Dahra, le club de la région de Linguère.

#### Carrière politique
Il quitte la BHS pour s'engager en politique : il crée ainsi le Mouvement pour la Renaissance du Djolof (MRD) en 2007.
Aly Ngouille Ndiaye s'allie avec Macky Sall et l'Alliance pour la République en 2012. Au cours de cette même année, il est candidat à la mairie de Linguère mais est battu par Habib Sy qui conserve la mairie. Après avoir contribué à la victoire de la coalition Benno Bokk Yakaar, il décide officiellement de fusionner son mouvement dans l’APR, le 2 mars 2013.
Aly Ngouille Ndiaye est successivement ministre de l’Énergie, des Mines et de l’Industrie de 2012 à 2017 dans les gouvernements Mbaye, Touré et Dionne I, puis ministre de l’Intérieur de 2017 à 2020 dans les gouvernements Dionne II et III et Sall III mais il quitte le gouvernement le 1er novembre 2020. Au moment du  remaniement du 17 septembre 2022 instituant le gouvernement du Premier ministre Amadou Ba, Aly Ngouille Ndiaye est nommé ministre de l'Agriculture, de l'Équipement rural et de la Souveraineté alimentaire.
Aly Ngouille Ndiaye est élu maire de Linguère lors des élections de juin 2014. En janvier 2022, il est réélu maire.
Après la décision du président Macky Sall de ne pas briguer un troisième mandat lors de l'élection présidentielle de 2024, Aly Ngouille Ndiaye souhaite être le candidat de la coalition Benno Bokk Yakaar (BBY) à l'élection. En septembre 2023, peu après la nomination du Premier ministre Amadou Ba comme candidat de BBY, Aly Ngouille Ndiaye démissionne du gouvernement. Il présente ensuite sa candidature à l'élection présidentielle.